# Château de Lübbenau
Le château de Lübbenau (Schloß Lübbenau) est un château néoclassique brandebourgeois situé dans la Forêt de Spree. L'édifice fait partie des bâtiments historiques protégés de la municipalité de Lübbenau. C'est aujourd'hui un hôtel.

## Histoire

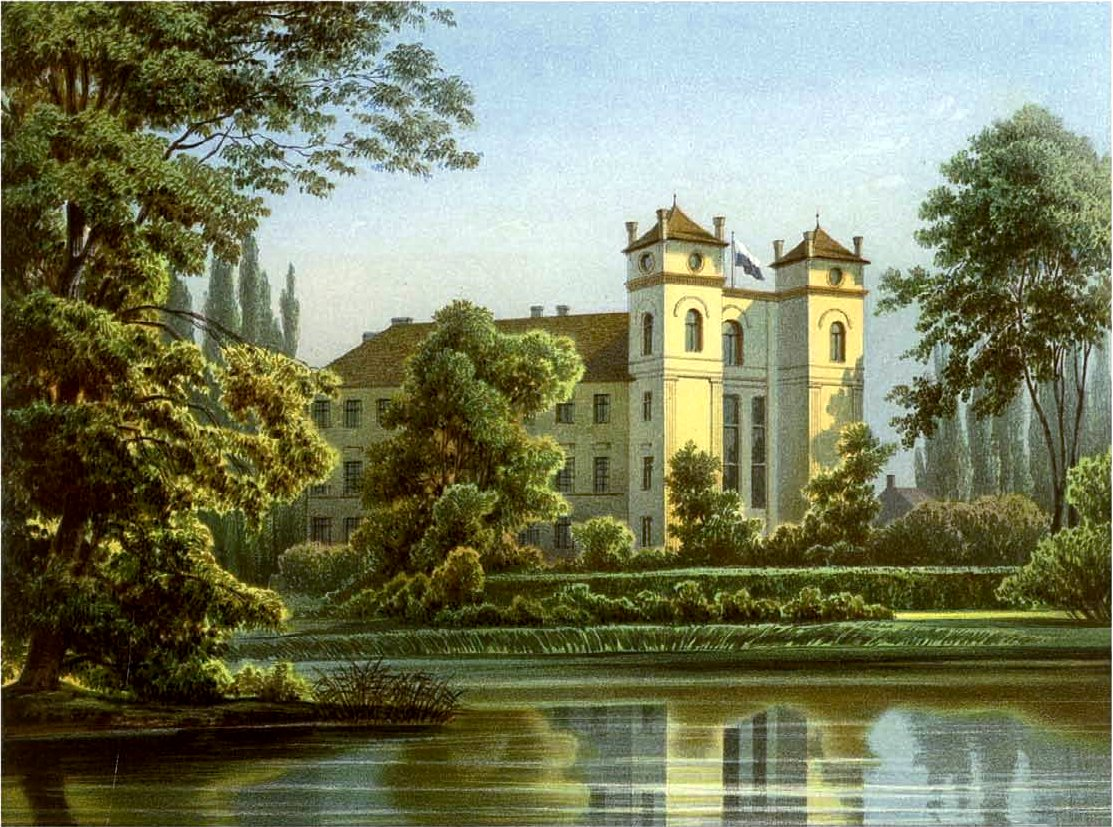

Il y avait un château fort médiéval à Lübbenau remplacé vers 1600 par un château Renaissance. La seigneurie de Lübbenau appartient aux comtes de Lynar, originaires de Lombardie (Linari), à partir du début du XVIIe siècle, lorsque la veuve du comte Casimir l'achète en 1621. Elle reste dans la famille pendant trois siècles. L'architecte Carl August Benjamin Siegel construit le château actuel entre 1817 et 1820. Les tours jumelles sont bâties en 1839. Le parc romantique de neuf hectares est dessiné en 1820 par les frères Freschke, d'après Lenné.
Le comte Wilhelm von Lynar (futur opposant à Hitler) hérite du domaine en 1928. La famille aménage à proximité en 1930 dans un autre domaine de la famille, à Seese et le château de Lübbenau ouvre au public comme musée en 1932. Le musée présente les collections de tableaux de la famille Lynar, en particulier leurs portraits, mais aussi des manuscrits de Luther, une collection d'armes, une collection d'instruments de musique, et toute sorte de pièces sur l'histoire du château. Les collections sont mises à l'abri en 1939 à Seese, tandis que la Luftwaffe réquisitionne le château et son orangerie pour ses services de cartographie. L'aile droite du château brûle en janvier 1944.
Le château sert ensuite d'hôpital militaire. Le comte Wilhelm von Lynar est alors aide-de-camp du feldmarschall-général Erwin von Witzleben. Ils sont opposés à la politique d'Hitler. Le comte, ami de Claus von Stauffenberg, est impliqué dans l'attentat du 20 juillet 1944 contre le Führer. Il est enfermé à la prison de Plötzensee et exécuté le 29 septembre 1944. Ses domaines, dont le château de Lübbenau, sont confisqués à la famille.
Le château sert de maison de convalescence puis de foyer pour l'enfance après la guerre. Le parc devient un parc du peuple en 1949, tandis qu'un bâtiment médical y est construit, ainsi qu'un jardin d'enfant. Une crèche est aussi ouverte à l'intérieur du château, mais celui-ci, mal entretenu, est bientôt fermé. Il est interdit d'accès en 1970, puis on commence à le restaurer, mais divers bâtiments des communs sont détruits, ainsi que le mausolée de la famille von Lynar. Celle-ci obtient, ayant été expropriée par le régime national-socialiste, le droit de recouvrer la propriété du domaine, après la réunification. Elle fait restaurer le château en 1992 pour dix millions de DM et le transforme en hôtel quatre étoiles, tandis que le parc est réhabilité. Elle conserve un appartement au château pour son usage privé. Des suites et des appartements peuvent être loués dans les anciennes écuries.
Un bronze représentant le comte Rochus von Lynar (1525-1596, constructeur de forteresses), offert par le Kaiser Guillaume en 1903, et confisqué par les autorités locales, retrouve sa place sur son socle en 2000. L'ancien jardin d'enfant en mauvais état est démoli et le bâtiment médical transformé en logements.

## Architecture
Le château se présente sous la forme d'un petit corps de logis, décoré d'immenses pilastres et flanqué de deux grandes ailes à trois niveaux, faisant une sorte de triangle. Quatre colonnes supportent un large balcon au milieu. Les tours néoromantiques ont été ajoutées en 1839. On remarque les fenêtres de grandes dimensions qui éclairent l'escalier.
L'intérieur du château a retrouvé son éclat. Le hall d'entrée est de style toscan, avec boiseries et colonnes de bois.
Dans le parc, une orangerie néoclassique, datant de 1820 et restaurée en 2004, est ornée d'une colonnade de douze colonnes d'ordre dorique. Au sud, l'ancienne maison du juge de paix de style baroque avec son toit mansardé a été construite entre 1745 et 1748. Elle servit ensuite de maison à l'intendant du domaine, puis de maison d'archives de la famille von Lynar. Un musée de la Forêt de Spree, dont les collections sont aujourd'hui dans un autre musée en ville, y a été ouvert entre 1955 et 1999. Les archives de la famille sont maintenant conservées aux archives régionales de Potsdam. La maison, ouverte au public, sert aujourd'hui de musée à propos de l'histoire du château et des Lynar. Enfin quelques anciens bâtiments des communs subsistent çà et là.

## Galerie

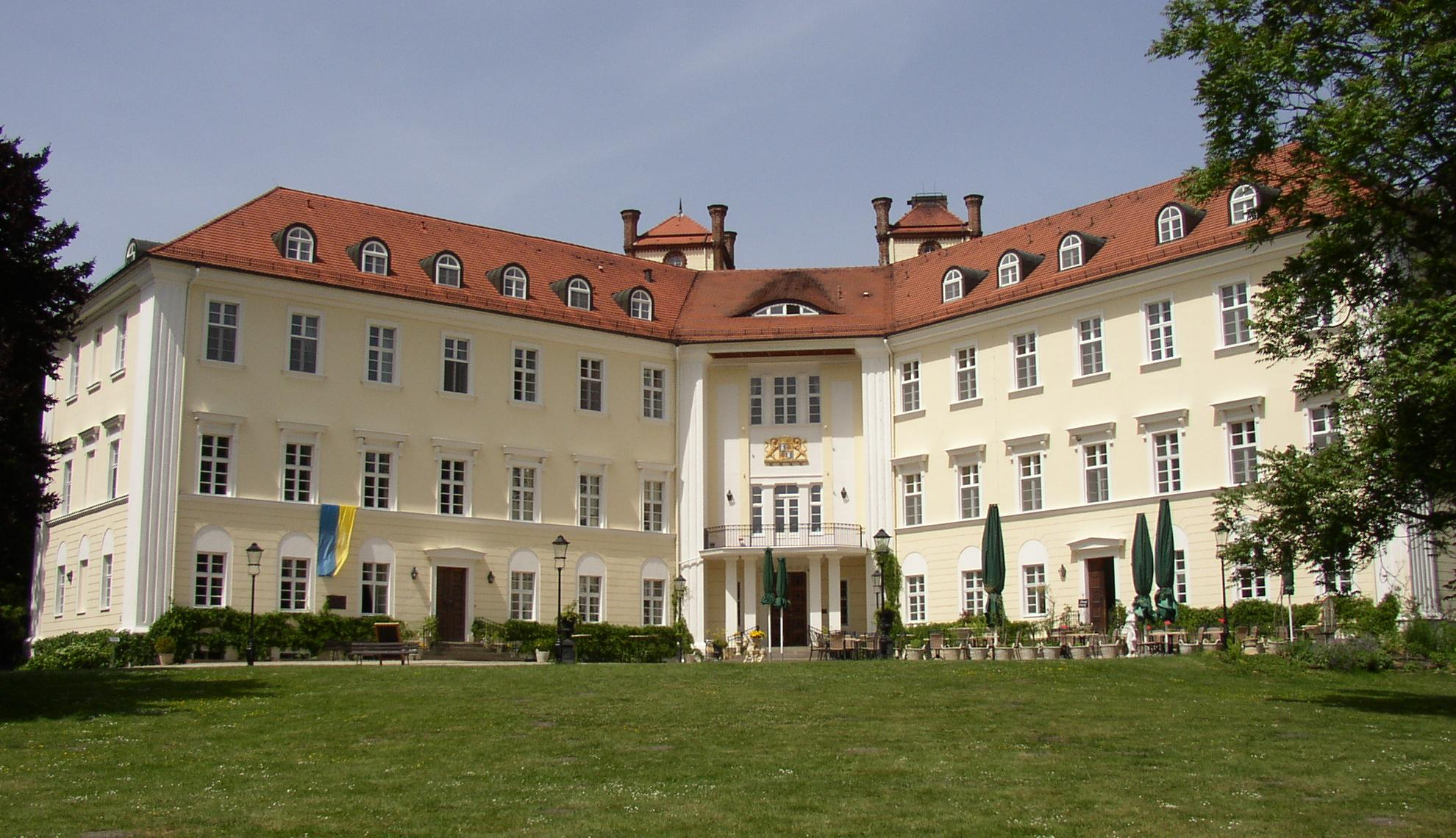
Façade du parc
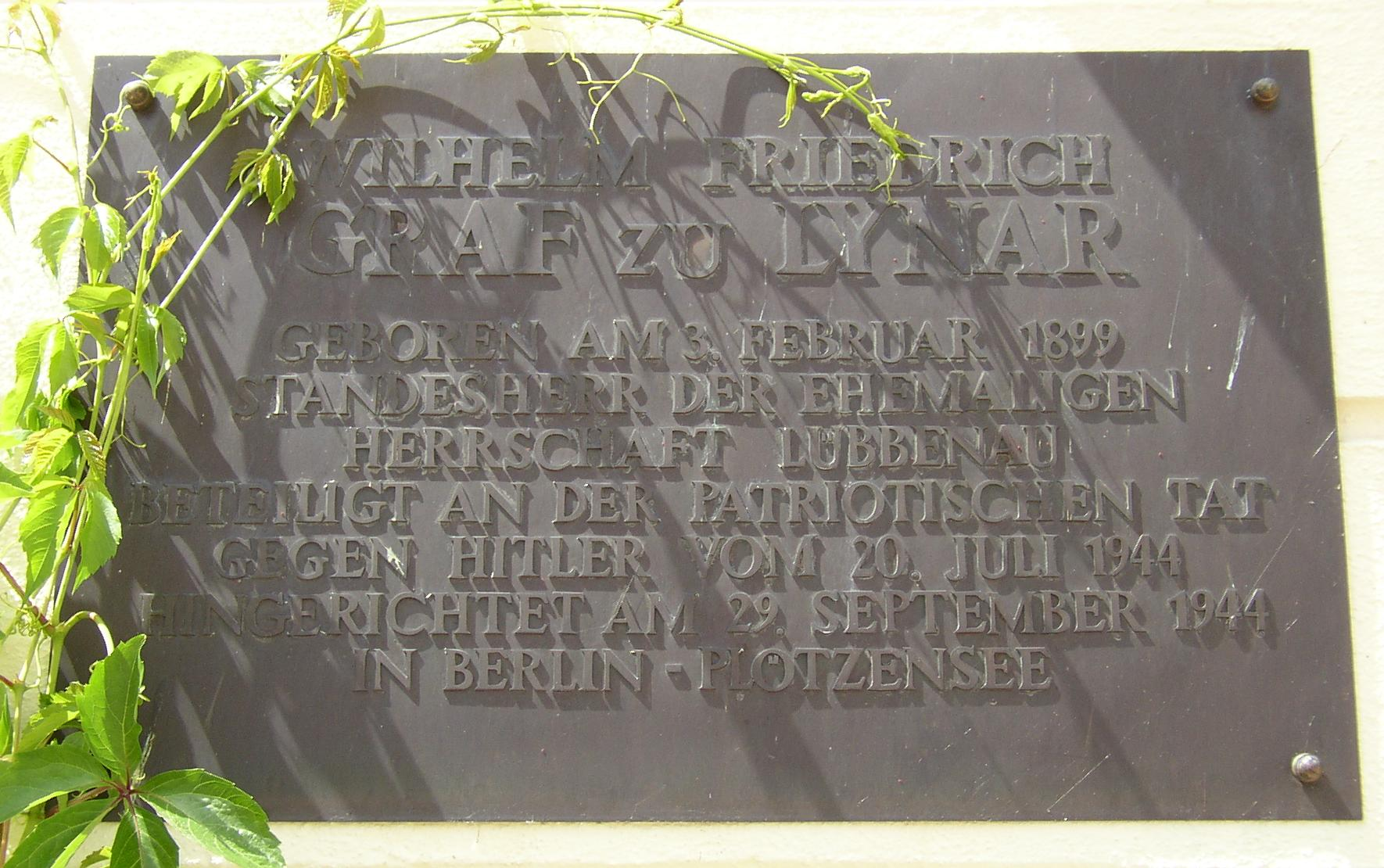
Plaque en mémoire du comte Wilhelm von Lynar (1899-1944)
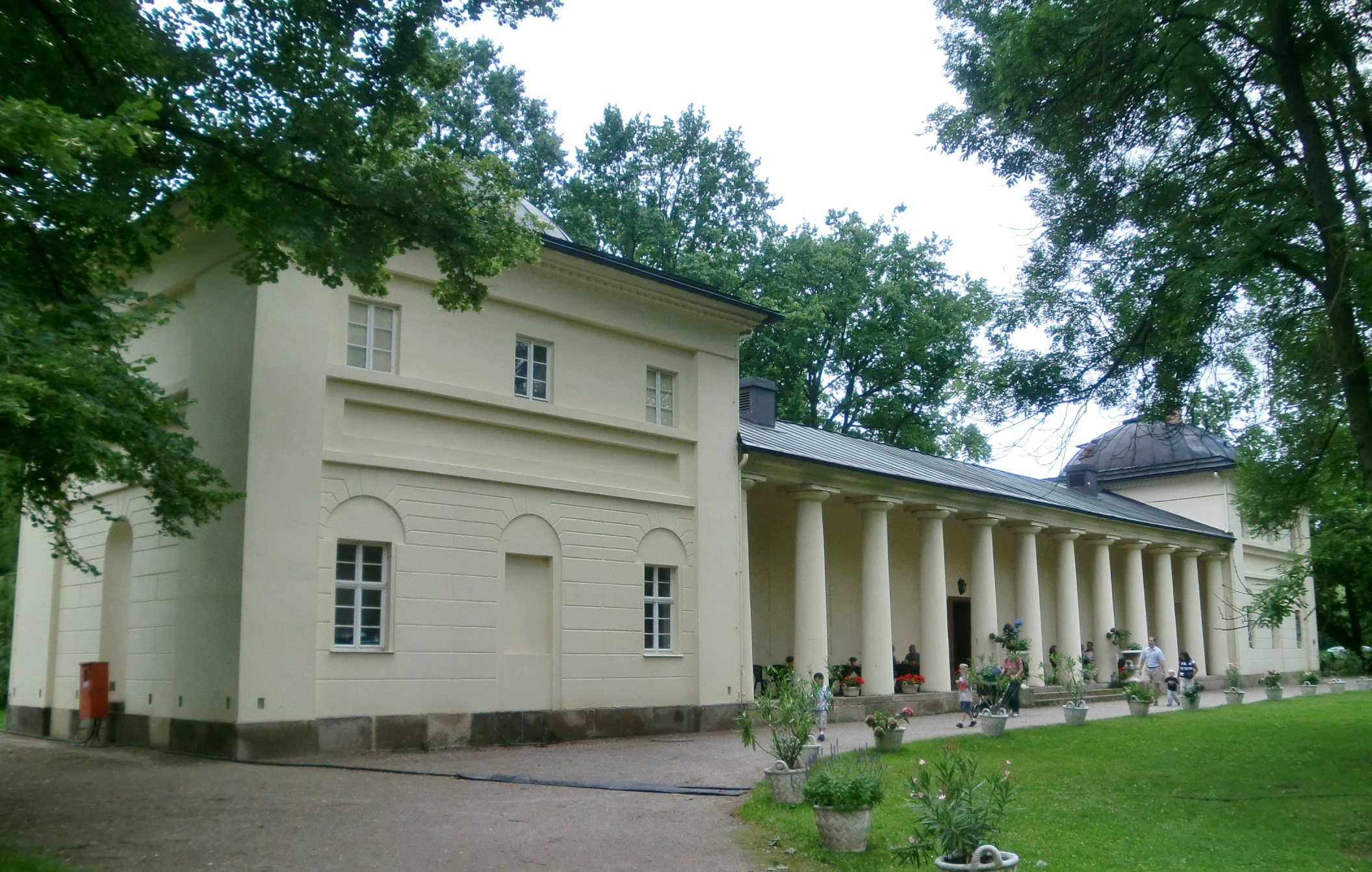
Vue de l'orangerie
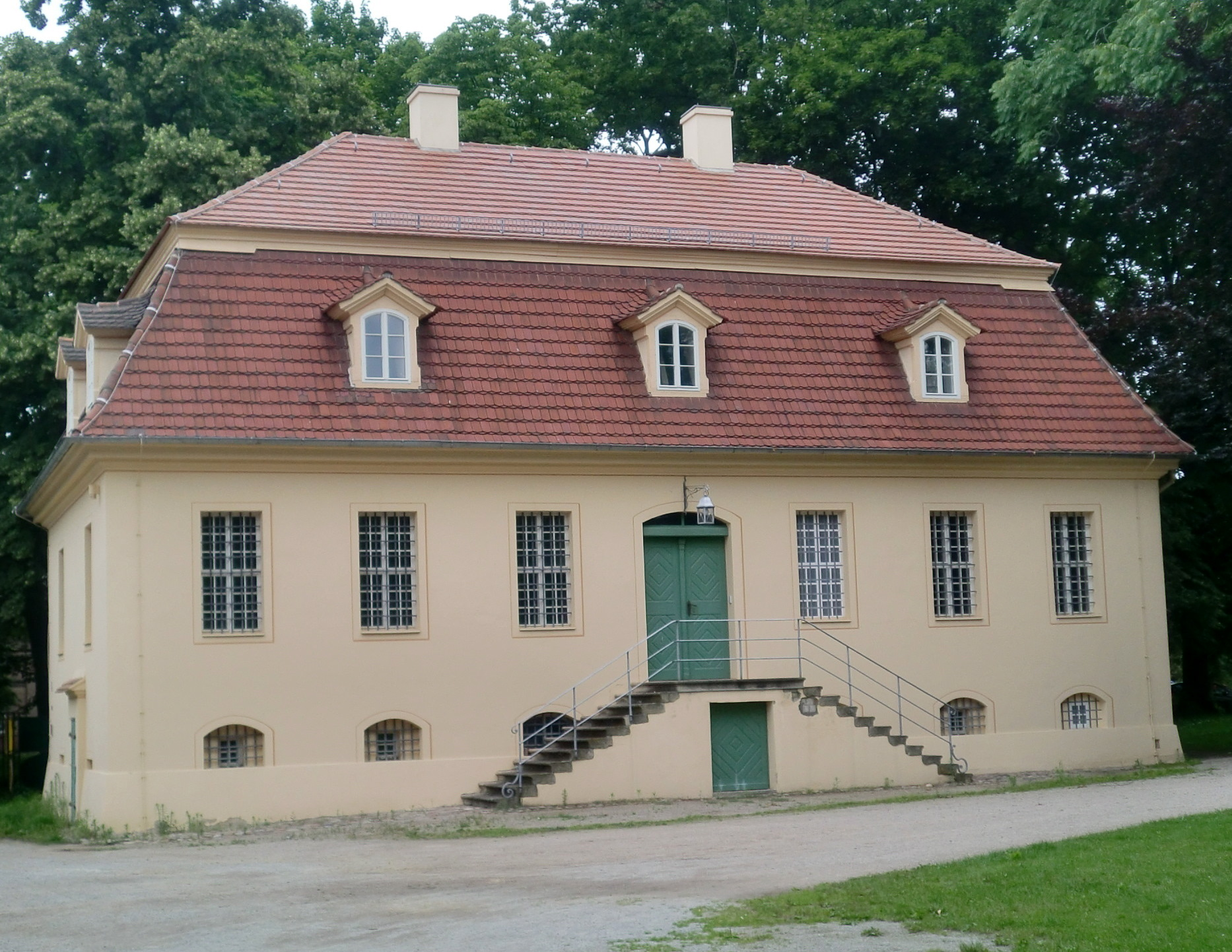
Ancienne maison du juge de paix

## Source
- (de) Cet article est partiellement ou en totalité issu de l’article de Wikipédia en allemand intitulé « Schloss Lübbenau » (voir la liste des auteurs).